# Francesca dell'Incarnazione
Francesca dell'Incarnazione, in spagnolo: Francisca de la Encarnación, al secolo María Francisca Espejo y Martos (Martos, 12 febbraio 1873 – Las Casillas, 13 gennaio 1937), è stata una religiosa spagnola delle monache trinitarie, uccisa dai repubblicani durante la guerra civile spagnola, venne beatificata come martire da papa Benedetto XVI nel 2007.

## Biografia
María Francisca Espejo y Martos nasce a Martos (Provincia di Jaén-Spagna) il 2 febbraio 1873. Nel 1889 entrò come educanda nel monastero della Santissima Trinità della sua città natale, dove teneva una zia monaca. Veste l'abito trinitario il 2 luglio 1893 ed emette la sua professione solenne il 5 luglio 1894. Esercitò gli uffici di infermiera, sagrestana e portiera.
Il 21 luglio 1936 le monache trinitarie vengono espulse dal loro convento. Suor Francesca, insieme a sua zia, Maria del Rosario, si rifugia in casa di suo fratello Ramón. Il 12 gennaio 1937 la città di Martos viene bombardata; per rappresaglia il comitato locale fa arrestare 50 persone, tra le quali Francesca, personaggio di rilievo della comunità trinitaria. Nelle prime ore del giorno seguente, il 13 gennaio, viene assassinata con gli altri detenuti del cimitero della località Casillas de Martos. Uno dei miliziani tenta di abusare di lei, ma Francesca oppone resistenza: allora l'aggressore le si accanisce contro e la uccide colpendola sulla testa con il calcio del fucile; infine, la trascina e getta il corpo in una fossa.

## Culto
Francesca dell'Incarnazione fu beatificata il 28 ottobre 2007, a Roma da papa Benedetto XVI, nella cerimonia presieduta dal cardinale José Saraiva Martins, prefetto della Congregazione per le Cause dei Santi, insieme ai 498 martiri spagnoli, uccisi "in odium fidei" durante la guerra civile spagnola.
La Chiesa cattolica ha concesso la memoria liturgica della beata Francesca il 13 gennaio. Le sue spoglie si venerano incorrutte nel monastero della Santissima Trinità di Martos.